# L'An 40
Pour plus de détails, voir Fiche technique et Distribution.
L'An 40 est un film français, sorti en 1941, réalisé  par Fernand Rivers.

## Synopsis
Félix Raffut, un châtelain périgourdin affolé par l'invasion allemande, effectue l'exode de sa famille et de son mobilier vers des lieux supposés hospitaliers.

## Fiche technique
- Titre original : L'An 40
- Réalisation : Fernand Rivers
- Scénario : Yves Mirande
- Photographie : Willy Faktorovitch
- Son : Marcel Lavoignat
- Lieu de tournage : Studios de la Victorine à Nice[1]
- Montage : Raymond Leboursier
- Production : Fernand Rivers
- Société de production : Les Films Fernand Rivers
- Pays d'origine :  France
- Langue originale : français
- Format : Noir et blanc — 35 mm — 1,37:1 — Son mono
- Genre : Comédie
- Date de sortie : France - 31 janvier 1941 (première au Cinéma Capitole à Marseille)

## Distribution
- Félicien Tramel : Félix Raffut
- Cécile Sorel : Madame Raffut
- Jules Berry : Stanislas
- Josseline Gaël : Lucie
- André Alerme : Monsieur Garnier
- Simone Berriau : Madame Garnier
- Rivers Cadet : Joseph
- Fernand Charpin
- Jacques Erwin : Jacques
- Michèle Olivier : Yvonne
- Marcelle Praince : la source

## Autour du film
- Le film, ridiculisant la bourgeoisie, a été interdit par le régime de Vichy deux jours après sa sortie[2].
- Toutes les copies auraient été détruites par Vichy[3],[4].